# Jacobus Helwigius
Jacobus Helwigius, född 1631 i Pritzwalk, Mark-Brandenburg, död 19 januari 1684 i Reval, var en svensk präst.

## Biografi
Jacobus Helwigius föddes 1631 i Pritzwalk, Mark-Brandenburg. Han blev senare predikant vid Marien-Kirche i Berlin och 1660 lärare vid Berlins gymnasium. Helwigius blev 1663 rektor vid gymnasiet och 15 september 1673 pastor primarius i Tyska S:ta Gertruds församling i Stockholm. Han blev 14 januari 1674 assessor i Stockholms konsistorium och blev 1 oktober 1675 teologi doktor vid Uppsala universitet. Helwigius utnämndes 1677 biskop i Revals stift och Estland och tillträdde 1 juli 1677. Han avled 1684 i Reval.

### Familj
Helwigius var gift med Hedvig Johanna Fuchs von Bühlstein (död 1717). Hon var dotter till livmedikus Peter Fuchs von Bühlstein och Maria Eleonora Robertsson von Struan. De fick tillsammans barnen superintendenten Johann Andreas Helwigius (1668–1720) i Reval, pastor Johann Joachim Helwigius i Haljall, Theodora Catharina Helwigius, Jacob Friedrich Helwigius (född 1675), Charlotta Christina Helwigius (född 1677), Sabina Eleonora Helwigius (född 1679), Carl Jacob Helwigius (född 1680), Jacobina Hedwig Helwigius (född 1682), Maria Euphrosyna (född 1683) och Helena Helwigius.